# Courtetain-et-Salans
Courtetain-et-Salans település Franciaországban, Doubs megyében. Lakosainak száma 91 fő (2022. január 1.). Courtetain-et-Salans Orsans, Passavant, Vaudrivillers és Vellerot-lès-Vercel községekkel határos.

## Népesség
A település népességének változása:
| Lakosok száma | 95   | 77   | 76   | 75   | 86   | 84   | 84   | 89   | 91   | 91   |
|               | 1968 | 1982 | 1990 | 2006 | 2013 | 2015 | 2017 | 2019 | 2020 | 2022 |